# پهلوان هرگز نمی‌میرد
پهلوان هرگز نمی‌میرد نام فیلمی به تهیه‌کنندگی محمد کریمی و کارگردانی مسعود رشیدی است که در سال ۱۳۹۸ ساخته شد.
فیلم پهلوان هرگز نمی میرد موفق به دریافت تندیس طلایی بهترین فیلم از دوازدهمین جشنواره بین‌المللی فیلم‌های ورزشی شد.

## داستان فیلم
فیلم پهلوان هرگز نمی میرد روایتگر ماجراهای یک جوان عاشق کشتی است که برای تصاحب دوبنده تیم ملی رقابت تنگاتنگی با حریفان خود دارد ضمن اینکه مشکلات خانوادگی، حاشیه هایی را برایش رقم می زند.

## بازیگران
- حشمت‌الله آرمیده
- جعفر دهقان